# Maringas
Maringas (en francès Maringues) és un municipi francès situat al departament del Puèi Domat i a la regió d'Alvèrnia-Roine-Alps. L'any 2007 tenia 2.635 habitants.

## Demografia

### Població
El 2007 la població de fet de Maringues era de 2.635 persones. Hi havia 962 famílies de les quals 286 eren unipersonals (139 homes vivint sols i 147 dones vivint soles), 306 parelles sense fills, 284 parelles amb fills i 86 famílies monoparentals amb fills.
La població ha evolucionat segons el següent gràfic:
Habitants censats

### Habitatges
El 2007 hi havia 1.141 habitatges, 978 eren l'habitatge principal de la família, 35 eren segones residències i 128 estaven desocupats. 977 eren cases i 160 eren apartaments. Dels 978 habitatges principals, 689 estaven ocupats pels seus propietaris, 250 estaven llogats i ocupats pels llogaters i 38 estaven cedits a títol gratuït; 11 tenien una cambra, 59 en tenien dues, 177 en tenien tres, 296 en tenien quatre i 435 en tenien cinc o més. 598 habitatges disposaven pel capbaix d'una plaça de pàrquing. A 443 habitatges hi havia un automòbil i a 403 n'hi havia dos o més.

### Piràmide de població
La piràmide de població per edats i sexe el 2009 era:
| Homes | Edats   | Dones |
| ----- | ------- | ----- |
| 8     | 95 o +  | 16    |
| 8     | 90 a 94 | 36    |
| 24    | 85 a 89 | 52    |
| 12    | 80 a 84 | 52    |
| 48    | 75 a 79 | 52    |
| 24    | 70 a 74 | 64    |
| 76    | 65 a 69 | 60    |
| 52    | 60 a 64 | 56    |
| 48    | 55 a 59 | 44    |
| 92    | 50 a 54 | 64    |
| 80    | 45 a 49 | 96    |
| 100   | 40 a 44 | 88    |
| 96    | 35 a 39 | 68    |
| 68    | 30 a 34 | 108   |
| 60    | 25 a 29 | 88    |
| 100   | 20 a 24 | 52    |
| 84    | 15 a 19 | 100   |
| 92    | 10 a 14 | 52    |
| 104   | 5 a 9   | 68    |
| 72    | 0 a 4   | 32    |

## Economia
El 2007 la població en edat de treballar era de 1.622 persones, 1.086 eren actives i 536 eren inactives. De les 1.086 persones actives 904 estaven ocupades (530 homes i 374 dones) i 182 estaven aturades (101 homes i 81 dones). De les 536 persones inactives 129 estaven jubilades, 113 estaven estudiant i 294 estaven classificades com a «altres inactius».

### Ingressos
El 2009 a Maringues hi havia 993 unitats fiscals que integraven 2.323 persones, la mediana anual d'ingressos fiscals per persona era de 16.103 €.

### Activitats econòmiques
Dels 148 establiments que hi havia el 2007, 3 eren d'empreses extractives, 6 d'empreses alimentàries, 1 d'una empresa de fabricació d'elements pel transport, 4 d'empreses de fabricació d'altres productes industrials, 24 d'empreses de construcció, 29 d'empreses de comerç i reparació d'automòbils, 8 d'empreses de transport, 11 d'empreses d'hostatgeria i restauració, 6 d'empreses financeres, 4 d'empreses immobiliàries, 13 d'empreses de serveis, 27 d'entitats de l'administració pública i 12 d'empreses classificades com a «altres activitats de serveis».
Dels 45 establiments de servei als particulars que hi havia el 2009, 1 era una gendarmeria, 1 oficina de correu, 2 oficines bancàries, 3 tallers de reparació d'automòbils i de material agrícola, 1 taller d'inspecció tècnica de vehicles, 1 autoescola, 9 paletes, 3 guixaires pintors, 2 fusteries, 3 lampisteries, 3 electricistes, 1 empresa de construcció, 6 perruqueries, 7 restaurants, 1 agència immobiliària i 1 saló de bellesa.
Dels 14 establiments comercials que hi havia el 2009, 1 era un supermercat, 1 una botiga de més de 120 m², 4 fleques, 1 una llibreria, 1 una botiga de roba, 1 una botiga d'equipament de la llar, 1 una botiga de mobles, 1 una botiga de material esportiu, 1 una joieria i 2 floristeries.
L'any 2000 a Maringues hi havia 43 explotacions agrícoles que ocupaven un total de 1.650 hectàrees.

## Equipaments sanitaris i escolars
El 2009 hi havia 2 farmàcies i 1 ambulància.
El 2009 hi havia 2 escoles elementals. Maringues disposava de 2 col·legis d'educació secundària amb 505 alumnes.

## Poblacions més properes
El següent diagrama mostra les poblacions més properes.